# Niels Horrebow
Niels Horrebow (17. september 1712 i København – 1760 i Stege) var en dansk forfatter og videnskabsmand, søn af professor Peder Nielsen Horrebow.
Horrebow blev student 1729 og synes ved Universitetet at have drevet ret indgaaende og alsidige Studier, dog særlig af astronomisk og mathematisk Natur, som 4 af ham udgivne Disputatser vidne om; tillige havde han skaffet sig nogen juridisk
Uddannelse, saa at han 1737 kunde ansættes som Sekretær i det danske Kancelli, hvorfra han 1739 beskikkedes til Hofretsassessor. Efter 1740 at have erhvervet sig den juridiske Doktorgrad ved sin Deltagelse i Konkurrencen til det ledige Professorat i Civilret udnævntes han 1744 til Assessor i Højesteret og blev Aaret efter tillige Sekretær i Hofretten, men mistede 1747 sine Embeder paa Grund af Kassemangel i sidstnævnte Stilling og forvistes til Bornholm. 1749 erholdt han Tilladelse til at begive sig til Island for der at anstille mathematiske og fysiske Observationer og fik Aaret efter Befaling til at opholde sig endnu 3 Aar i Landet og beordredes gjennem Videnskabernes Selskab til overhovedet at undersøge de stedlige Forhold. Dog allerede 1751 hjemkaldtes H., sandsynligvis fordi det samtidig besluttedes at lade Landet i lignende Øjemed berejse af de islandske studerende Eggert Ólafsson og Bjarni Pálsson. H., der var gift med Karen Sophie f. Fursmann, Datter af Major F., døde i Stege paa Møen 1760.
H., som under sit Ophold paa Island boede paa Bessastaðir,
udgav efter sin Tilbagekomst Resultatet af sine Iagttagelser – under
Titel: «Tilforladelige Efterretninger om Island med et nyt Landkort
og 2 Aars meteorologiske Observationer» (1752) – i polemisk Form,
nemlig som en Gjendrivelse af den hamborgske Borgmester Joh.
Anderssons, efter dennes Død udgivne (1746), ogsaa paa Dansk
oversatte, Efterretninger om Island, der havde vakt Anstød ved de
haanlige Udtryk og den nedsættende Tone, hvori Landet og dets
Beboere jævnlig omtales, og der desuden, som grundet paa Skipperes
og Kjøbmænds Fortællinger, indeholder adskillige Misforstaaelser
og Unøjagtigheder. H.s Gjensvar giver en omstændelig
Beskrivelse, i det væsentlige paalidelig – om end ikke i alle
Enkeltheder korrekt og ikke uden Overdrivelser –, men er yderst
trættende ved sin uheldige Fremstilling, i det H. vælger at gjennemgaa
Anderssons Bog Artikel for Artikel med vidtdreven Tilbøjelighed
til overalt at ville finde Fejl hos denne. Imidlertid havde man her
for første Gang en paa virkeligt Selvsyn grundet Beretning om
Island og islandske Forhold, hvorved Bogen af hjalp et Savn; den
besørgedes derfor strax oversat paa Tysk (1753) og udkom senere
baade paa Engelsk (1758) og Fransk (1764).